# Gran Premio d'Italia 1988
Il Gran Premio d'Italia 1988 è stata una gara di Formula 1, disputatasi l'11 settembre 1988 sull'Autodromo nazionale di Monza. È stata la dodicesima prova del mondiale 1988 ed ha visto la vittoria di Gerhard Berger su Ferrari, seguito da Michele Alboreto e da Eddie Cheever.

## Prima della gara
- La Williams sostituisce Mansell, ancora debilitato dalla varicella, con il collaudatore Jean-Louis Schlesser. La Ferrari partecipa al primo Gran Premio d'Italia dopo la morte di Enzo Ferrari.

## Qualifiche
Senna conquista la decima pole position stagionale, battendo di tre decimi il suo compagno di squadra Prost; dietro alle due McLaren si qualificano le due Ferrari di Berger e Alboreto, seguite dalle due Arrows di Cheever e Warwick.

### Classifica
| Pos                     | No | Pilota               | Costruttore                    | Tempo    | Distacco |
| ----------------------- | -- | -------------------- | ------------------------------ | -------- | -------- |
| 1                       | 12 | Ayrton Senna         | McLaren - Honda                | 1'25"974 |          |
| 2                       | 11 | Alain Prost          | McLaren - Honda                | 1'26"277 | +0"303   |
| 3                       | 28 | Gerhard Berger       | Ferrari                        | 1'26"654 | +0"680   |
| 4                       | 27 | Michele Alboreto     | Ferrari                        | 1'26"988 | +1"014   |
| 5                       | 18 | Eddie Cheever        | Arrows - Megatron              | 1'27"660 | +1"686   |
| 6                       | 17 | Derek Warwick        | Arrows - Megatron              | 1'27"815 | +1"841   |
| 7                       | 1  | Nelson Piquet        | Lotus - Honda                  | 1'28"044 | +2"070   |
| 8                       | 20 | Thierry Boutsen      | Benetton - Ford                | 1'28"870 | +2"896   |
| 9                       | 19 | Alessandro Nannini   | Benetton - Ford                | 1'28"958 | +2"984   |
| 10                      | 6  | Riccardo Patrese     | Williams - Judd                | 1'29"435 | +3"461   |
| 11                      | 16 | Ivan Capelli         | March - Judd                   | 1'29"513 | +3"539   |
| 12                      | 2  | Satoru Nakajima      | Lotus - Honda                  | 1'29"551 | +3"567   |
| 13                      | 15 | Maurício Gugelmin    | March - Judd                   | 1'30"035 | +4"061   |
| 14                      | 23 | Pierluigi Martini    | Minardi - Ford                 | 1'30"125 | +4"151   |
| 15                      | 10 | Bernd Schneider      | Zakspeed                       | 1'30"161 | +4"187   |
| 16                      | 9  | Piercarlo Ghinzani   | Zakspeed                       | 1'30"476 | +4"502   |
| 17                      | 21 | Nicola Larini        | Osella - Alfa Romeo            | 1'30"481 | +4"507   |
| 18                      | 22 | Andrea De Cesaris    | Rial - Ford                    | 1'30"560 | +4"586   |
| 19                      | 24 | Luis Pérez-Sala      | Minardi - Ford                 | 1'30"698 | +4"724   |
| 20                      | 30 | Philippe Alliot      | Lola - Ford                    | 1'30"962 | +4"988   |
| 21                      | 36 | Alex Caffi           | Dallara Scuderia Italia - Ford | 1'30"989 | +5"015   |
| 22                      | 5  | Jean-Louis Schlesser | Williams - Judd                | 1'31"548 | +5"574   |
| 23                      | 14 | Philippe Streiff     | AGS - Ford                     | 1'31"676 | +5"702   |
| 24                      | 25 | René Arnoux          | Ligier - Judd                  | 1'32"049 | +6"075   |
| 25                      | 29 | Yannick Dalmas       | Lola - Ford                    | 1'32"164 | +6"190   |
| 26                      | 4  | Julian Bailey        | Tyrrell - Ford                 | 1'32"290 | +6"316   |
| Vetture non qualificate |    |                      |                                |          |          |
| NQ                      | 3  | Jonathan Palmer      | Tyrrell - Ford                 | 1'32"405 | +6"431   |
| NQ                      | 26 | Stefan Johansson     | Ligier - Judd                  | 1'32"438 | +6"464   |
| NQ                      | 31 | Gabriele Tarquini    | Coloni - Ford                  | 1'32"829 | +6"855   |
| NQ                      | 33 | Stefano Modena       | EuroBrun - Ford                | 1'33"226 | +7"252   |

## Gara

La festa del podio coi ferraristi Berger e Alboreto, assieme a Cheever terzo con la Arrows.

Al via Senna mantiene il comando davanti a Prost, Berger e Alboreto; non ci sono variazioni importanti fino al 35º passaggio, quando il francese si deve ritirare per un problema al motore. Senna sembra ormai avere la vittoria in pugno quando, a causa di un'incomprensione, entra in collisione con Schlesser, che sta doppiando a due giri dal termine della gara, vedendosi di conseguenza sfuggire un successo scontato. Il ritiro del brasiliano permette così a Berger ed Alboreto di conquistare in scia una doppietta per la Ferrari, a meno di un mese dalla morte di Enzo Ferrari; "Lassù qualcuno ci ama!", esclamerà Berger sul podio di Monza. Terzo e quarto si piazzano Cheever e Warwick, seguiti sul traguardo da Capelli e Boutsen. Questa rimarrà l'unica gara non vinta dalla McLaren nella stagione. 

### Classifica
| Pos | N. | Pilota               | Costruttore/Motore             | Giri | Tempo/Ritiro                 | Griglia | Punti |
| --- | -- | -------------------- | ------------------------------ | ---- | ---------------------------- | ------- | ----- |
| 1   | 28 | Gerhard Berger       | Ferrari                        | 51   | 1h17'39"744                  | 3       | 9     |
| 2   | 27 | Michele Alboreto     | Ferrari                        | 51   | + 0"502                      | 4       | 6     |
| 3   | 18 | Eddie Cheever        | Arrows - Megatron              | 51   | + 35"532                     | 5       | 4     |
| 4   | 17 | Derek Warwick        | Arrows - Megatron              | 51   | + 36"114                     | 6       | 3     |
| 5   | 16 | Ivan Capelli         | March - Judd                   | 51   | + 52"522                     | 11      | 2     |
| 6   | 20 | Thierry Boutsen      | Benetton - Ford                | 51   | + 59"878                     | 8       | 1     |
| 7   | 6  | Riccardo Patrese     | Williams - Judd                | 51   | + 1'14"743                   | 10      |       |
| 8   | 15 | Maurício Gugelmin    | March - Judd                   | 51   | + 1'32"566                   | 13      |       |
| 9   | 19 | Alessandro Nannini   | Benetton - Ford                | 50   | + 1 giro                     | 9       |       |
| 10  | 12 | Ayrton Senna         | McLaren - Honda                | 49   | Collisione con J.L.Schlesser | 1       |       |
| 11  | 5  | Jean-Louis Schlesser | Williams - Judd                | 49   | + 2 giri                     | 22      |       |
| 12  | 4  | Julian Bailey        | Tyrrell - Ford                 | 49   | + 2 Giri                     | 26      |       |
| 13  | 25 | René Arnoux          | Ligier - Judd                  | 49   | + 2 giri                     | 24      |       |
| Rit | 11 | Alain Prost          | McLaren - Honda                | 34   | Motore                       | 2       |       |
| Rit | 30 | Philippe Alliot      | Lola Larrousse - Ford          | 33   | Motore                       | 20      |       |
| Rit | 14 | Philippe Streiff     | AGS - Ford                     | 31   | Frizione                     | 23      |       |
| Rit | 10 | Bernd Schneider      | Zakspeed                       | 28   | Motore                       | 15      |       |
| Rit | 22 | Andrea De Cesaris    | Rial - Ford                    | 27   | Telaio                       | 18      |       |
| Rit | 9  | Piercarlo Ghinzani   | Zakspeed                       | 25   | Motore                       | 16      |       |
| Rit | 36 | Alex Caffi           | Dallara Scuderia Italia - Ford | 24   | Motore                       | 21      |       |
| Rit | 29 | Yannick Dalmas       | Lola Larrousse - Ford          | 17   | Radiatore                    | 25      |       |
| Rit | 23 | Pierluigi Martini    | Minardi - Ford                 | 15   | Motore                       | 14      |       |
| Rit | 2  | Satoru Nakajima      | Lotus - Honda                  | 14   | Motore                       | 12      |       |
| Rit | 24 | Luis Pérez-Sala      | Minardi - Ford                 | 12   | Cambio                       | 19      |       |
| Rit | 1  | Nelson Piquet        | Lotus - Honda                  | 11   | Frizione                     | 7       |       |
| Rit | 21 | Nicola Larini        | Osella - Alfa Romeo            | 2    | Motore                       | 17      |       |
| NQ  | 3  | Jonathan Palmer      | Tyrrell - Ford                 |      |                              |         |       |
| NQ  | 26 | Stefan Johansson     | Ligier - Judd                  |      |                              |         |       |
| NQ  | 31 | Gabriele Tarquini    | Coloni - Ford                  |      |                              |         |       |
| NQ  | 33 | Stefano Modena       | EuroBrun - Ford                |      |                              |         |       |
| NPQ | 32 | Oscar Larrauri       | EuroBrun - Ford                |      |                              |         |       |

## Classifiche

### Piloti
| Pos. | Pilota             | Punti |
| ---- | ------------------ | ----- |
| 1    | Ayrton Senna       | 75    |
| 2    | Alain Prost        | 72    |
| 3    | Gerhard Berger     | 37    |
| 4    | Michele Alboreto   | 22    |
| 5    | Nelson Piquet      | 18    |
| 6    | Thierry Boutsen    | 17    |
| 7    | Derek Warwick      | 14    |
| 8    | Ivan Capelli       | 10    |
| 9    | Nigel Mansell      | 6     |
| 10   | Alessandro Nannini | 6     |
| 11   | Eddie Cheever      | 6     |
| 12   | Maurício Gugelmin  | 5     |
| 13   | Jonathan Palmer    | 5     |
| 14   | Andrea De Cesaris  | 3     |
| 15   | Riccardo Patrese   | 2     |
| 16   | Satoru Nakajima    | 1     |
| 17   | Pierluigi Martini  | 1     |

### Costruttori
| Pos. | Team              | Punti |
| ---- | ----------------- | ----- |
| 1    | McLaren - Honda   | 147   |
| 2    | Ferrari           | 59    |
| 3    | Benetton - Ford   | 23    |
| 4    | Arrows - Megatron | 20    |
| 5    | Lotus - Honda     | 19    |
| 6    | March - Judd      | 15    |
| 7    | Williams - Judd   | 8     |
| 8    | Tyrrell - Ford    | 5     |
| 9    | Rial - Ford       | 3     |
| 10   | Minardi - Ford    | 1     |

## Fonti
- Sito di The Official Formula 1, su formula1.com. URL consultato il 12 giugno 2009.
- (EN) 1988 Grand Prix of Italy, su silhouet.com, Teamdan.org. URL consultato il 29 dicembre 2009.
- (EN) Grand Prix Results: Italian GP, 1988, su grandprix.com. URL consultato il 29 dicembre 2009.